# Primi ministri del Senegal
I primi ministri del Senegal a partire dal 1960 (data di indipendenza dalla Francia) sono i seguenti.
Essi sono nominati dal Presidente della Repubblica.

## Lista
| Primo ministro                    | Primo ministro | Primo ministro          | Partito                                                              | Elezione | Mandato           | Mandato           | Presidenti            |
| Primo ministro                    | Primo ministro | Primo ministro          | Partito                                                              | Elezione | Inizio            | Fine              | Presidenti            |
| --------------------------------- | -------------- | ----------------------- | -------------------------------------------------------------------- | -------- | ----------------- | ----------------- | --------------------- |
|                                   |                | Mamadou Dia             | Unione Progressista Senegalese                                       |          | 18 maggio 1960    | 18 dicembre 1962  | Léopold Sédar Senghor |
| Carica abolita (dal 1962 al 1970) |                |                         |                                                                      |          |                   |                   |                       |
|                                   |                | Abdou Diouf             | Unione Progressista Senegalese, Partito Socialista                   |          | 26 febbraio 1970  | 31 dicembre 1980  | Léopold Sédar Senghor |
|                                   |                | Habib Thiam             | Partito Socialista                                                   |          | 1º gennaio 1981   | 3 aprile 1983     | Abdou Diouf           |
|                                   |                | Moustapha Niasse        | Partito Socialista                                                   |          | 3 aprile 1983     | 29 aprile 1983    | Abdou Diouf           |
| Carica abolita (dal 1983 al 1991) |                |                         |                                                                      |          |                   |                   |                       |
|                                   |                | Habib Thiam             | Partito Socialista                                                   | 1993     | 8 aprile 1991     | 3 luglio 1998     | Abdou Diouf           |
|                                   |                | Mamadou Lamine Loum     | Partito Socialista                                                   | 1998     | 3 luglio 1998     | 5 aprile 2000     | Abdou Diouf           |
| Abdoulaye Wade                    |                | Mamadou Lamine Loum     | Partito Socialista                                                   | 1998     | 3 luglio 1998     | 5 aprile 2000     |                       |
|                                   |                | Moustapha Niasse        | Alleanza delle Forze del Progresso                                   |          | 5 aprile 2000     | 3 marzo 2001      |                       |
|                                   |                | Mame Madior Boye        | Partito Democratico Senegalese                                       | 2001     | 3 marzo 2001      | 4 novembre 2002   |                       |
|                                   |                | Idrissa Seck            | Partito Democratico Senegalese                                       |          | 4 novembre 2002   | 21 aprile 2004    |                       |
|                                   |                | Macky Sall              | Partito Democratico Senegalese                                       |          | 21 aprile 2004    | 19 giugno 2007    |                       |
|                                   |                | Cheikh Hadjibou Soumaré | Indipendente                                                         | 2007     | 19 giugno 2007    | 30 aprile 2009    |                       |
|                                   |                | Souleymane Ndéné Ndiaye | Partito Democratico Senegalese                                       |          | 30 aprile 2009    | 5 aprile 2012     |                       |
| Macky Sall                        |                | Souleymane Ndéné Ndiaye | Partito Democratico Senegalese                                       |          | 30 aprile 2009    | 5 aprile 2012     |                       |
|                                   |                | Abdoul Mbaye            | Indipendente                                                         | 2012     | 5 aprile 2012     | 1º settembre 2013 |                       |
|                                   |                | Aminata Touré           | Alleanza per la Repubblica                                           |          | 1º settembre 2013 | 8 luglio 2014     |                       |
|                                   |                | Mohammed Dionne         | Indipendente                                                         | 2017     | 8 luglio 2014     | 4 maggio 2019     |                       |
| Carica abolita (dal 2019 al 2022) |                |                         |                                                                      |          |                   |                   |                       |
|                                   |                | Amadou Ba               | Alleanza per la Repubblica                                           | 2022     | 17 settembre 2022 | 6 marzo 2024      | Macky Sall            |
|                                   |                | Sidiki Kaba             | Alleanza per la Repubblica                                           |          | 6 marzo 2024      | 3 aprile 2024     | Macky Sall            |
|                                   |                | Ousmane Sonko           | Patrioti Africani del Senegal per il Lavoro, l’Etica e la Fraternità | 2024     | 3 aprile 2024     | in carica         | Bassirou Diomaye Faye |